# Ben Goldacre
Ben Michael Goldacre (ur. 1974) – brytyjski lekarz, pisarz i dziennikarz naukowy. Znany głównie z kolumny Bad Science w The Guardian, którą prowadzi od 2003. Autor książki Lekarze, naukowcy, szarlatani (2008, org. Bad Science) krytykującej różne formy pseudonauki i medycyny niekonwencjonalnej oraz Bad Pharma opisującej działanie przemysłu farmaceutycznego.

## Edukacja i praca naukowa
Ben Goldacre studiował medycynę w Magdalen College School w Oksfordzie oraz w University College London Medical School w Londynie, gdzie otrzymał tytuł lekarza medycyny w 2000. W 2005 uzyskał członkostwo w Royal College of Psychiatrists.
Pracował m.in. w Institute of Psychiatry w Londynie, Nuffield College w Oksfordzie oraz w London School of Hygiene and Tropical Medicine.

## Twórczość
Od 2003 prowadzi rubrykę Bad Science w sobotnim wydaniu brytyjskiego dziennika The Guardian. Opisuje w niej zagrożenia płynące ze stosowania różnych metod medycyny niekonwencjonalnej oraz pseudonaukowe podstawy stojące za działalnością wielu z jej przedstawicieli. Zwraca również uwagę na ich powiązania z przemysłem farmaceutycznym. W swoich artykułach krytykował m.in. przedstawicieli współczesnego ruchu antyszczepionkowego (m.in. Andrew Wakefielda) oraz program gimnastyki dla mózgu.
Podważył kompetencje amerykańskiej dietetyczki i osobowości telewizyjnej Gillian McKeith, która legitymowała się członkostwem w American Association of Nutritional Consultants. Udowodnił, że certyfikat tego stowarzyszenia można uzyskać przez internet za 60 dolarów – udało mu się uzyskać taki dokument dla swojej kotki Henrietty.
Krytykował również działalność Matthiasa Ratha – niemieckiego lekarza, który utrzymywał, że sprzedawane przez niego suplementy są w stanie wyleczyć chorych z HIV/AIDS i przeprowadził ich nielegalne próby kliniczne w Republice Południowej Afryki, a na skutek jego kampanii promocyjnych wielu z chorych przestało zażywać preparaty antywirusowe. W 2008 Matthias Rath pozwał Goldacre’a i The Guardian za zniesławienie, po czym piętnaście miesięcy później odstąpił od oskarżenia i opłacił część kosztów procesu.
We wrześniu 2008 ukazała się pierwsza książka Goldacre’a Bad Science, w której znalazło się wiele poszerzonych i uaktualnionych artykułów z The Guardian. Została pozytywnie oceniona m.in. przez recenzentów British Medical Journal oraz The Daily Telegraph i znalazła się na liście 10 najlepiej sprzedających się książek w Amazon. W Polsce książka ukazała się pod tytułem Lekarze, naukowcy, szarlatani w 2011.
We wrześniu 2012 roku została wydana jego druga książka Bad Pharma: How Drug Companies Mislead Doctors and Harm Patients.

## Książki
- Ben Goldacre: Lekarze, naukowcy, szarlatani : od przerażonego pacjenta do świadomego konsumenta. Septem, 2011. ISBN 978-83-246-2716-5. Brak numerów stron w książce Oryginalne wydanie: Ben Goldacre: Bad Science. Londyn: Fourth Estate, 2008. ISBN 978-0-00-724019-7. Brak numerów stron w książce
- Ben Goldacre: Złe leki. Jak firmy farmaceutyczne wprowadzają w błąd lekarzy i krzywdzą pacjentów. Sonia Draga, 2013. ISBN 978-83-7508-772-7. Brak numerów stron w książce Oryginalne wydanie: Ben Goldacre: Bad Pharma: How Drug Companies Mislead Doctors and Harm Patients. Wielka Brytania: Fourth Estate, 2012. ISBN 978-0-00-735074-2. Brak numerów stron w książce